# Episema discors
Episema discors är en fjärilsart som beskrevs av Otto Staudinger 1891. Episema discors ingår i släktet Episema och familjen nattflyn. Inga underarter finns listade i Catalogue of Life.